# NGC 6257
NGC 6257 је спирална галаксија у сазвежђу Херкул која се налази на NGC листи објеката дубоког неба.
Деклинација објекта је + 39° 38' 46" а ректасцензија 16h 56m 3,4s. Привидна величина (магнитуда) објекта NGC 6257 износи 14,8 а фотографска магнитуда 15,6. NGC 6257 је још познат и под ознакама CGCG 225-12, PGC 59274.